# New-York-City-Marathon 2008

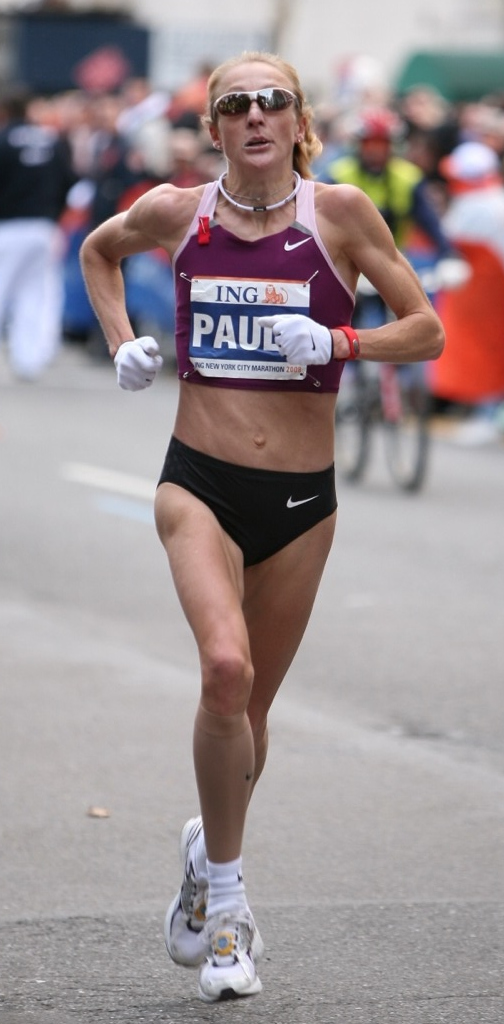
Paula Radcliffe 2008 beim New-York-City-Marathon

Der New-York-City-Marathon 2008 war die 39. Ausgabe der jährlich stattfindenden Laufveranstaltung in New York City, Vereinigte Staaten. Der Marathon fand am 2. November 2008 statt und war der sechste World Marathon Majors des Jahres.
Bei den Männern gewann Marílson dos Santos in 2:08:43 h und bei den Frauen Paula Radcliffe in 2:23:56 h.

## Ergebnisse

### Männer
| Platz | Athlet                 | Land               | Zeit (h) |
| ----- | ---------------------- | ------------------ | -------- |
| 01    | Marílson dos Santos    | Brasilien          | 2:08:43  |
| 02    | Abderrahim Goumri      | Marokko            | 2:09:07  |
| 03    | Daniel Rono            | Kenia              | 2:11:22  |
| 04    | Paul Tergat            | Kenia              | 2:13:10  |
| 05    | Abderrahime Bouramdane | Marokko            | 2:13:33  |
| 06    | Abdihakem Abdirahman   | Vereinigte Staaten | 2:14:17  |
| 07    | Josh Rohatinsky        | Vereinigte Staaten | 2:14:23  |
| 08    | Jason Lehmkuhle        | Vereinigte Staaten | 2:14:30  |
| 09    | Hosea Rotich           | Kenia              | 2:15:25  |
| 10    | Bolota Asmerom         | Vereinigte Staaten | 2:16:37  |

### Frauen
| Platz | Athletin             | Land                   | Zeit (h) |
| ----- | -------------------- | ---------------------- | -------- |
| 01    | Paula Radcliffe      | Vereinigtes Königreich | 2:23:56  |
| 02    | Ljudmila Petrowa     | Russland               | 2:25:43  |
| 03    | Kara Goucher         | Vereinigte Staaten     | 2:25:53  |
| 04    | Rita Jeptoo Sitienei | Kenia                  | 2:27:49  |
| 05    | Catherine Ndereba    | Kenia                  | 2:29:14  |
| 06    | Gete Wami            | Äthiopien              | 2:29:25  |
| 07    | Dire Tune            | Äthiopien              | 2:29:28  |
| 08    | Lidia Șimon          | Rumänien               | 2:30:04  |
| 09    | Ljubow Morgunowa     | Russland               | 2:30:38  |
| 10    | Katie McGregor       | Vereinigte Staaten     | 2:31:14  |